# Bolivar (Ohio)
Bolivar is een plaats (village) in de Amerikaanse staat Ohio, en valt bestuurlijk gezien onder Tuscarawas County.

## Demografie
Bij de volkstelling in 2000 werd het aantal inwoners vastgesteld op 894.
In 2006 is het aantal inwoners door het United States Census Bureau geschat op eveneens 894.

## Geografie
Volgens het United States Census Bureau beslaat de plaats een oppervlakte van
1,3 km², geheel bestaande uit land. Bolivar ligt op ongeveer 283 m boven zeeniveau.

## Plaatsen in de nabije omgeving
De onderstaande figuur toont nabijgelegen plaatsen in een straal van 12 km rond Bolivar.